# باشگاه فوتبال تاج تهران در فصل ۱۳۴۹
باشگاه فوتبال تاج تهران در فصل ۱۳۴۹ بیست و پنجمین سال فعالیت باشگاه تاج تهران که امروزه با نام استقلال در فوتبال ایران شناخته می‌شود. در این فصل برای نخستین بار یک مربی خارجی، زدراکو رایکوف، سکان رهبری این تیم را در دست گرفت تا دوران طولانی مربی‌گری علی دانایی‌فرد در این تیم به پایان برسد. رایکوف در اواخر سال ۱۳۴۸ به عنوان سرمربی تیم فوتبال تاج تهران معرفی شد و توانست با کسب سه گانهٔ قهرمانی در رقابت‌های آسیایی، کشوری و استانی کارنامهٔ درخشانی را از خود برجای گذارد و یکی از درخشان‌ترین فصل‌های تاریخ تاج را رقم بزند.
فصل ۱۳۴۹ از طولانی‌ترین فصل‌های تاریخ تاج است که از فروردین ۱۳۴۹ و بازی‌های باشگاهی قهرمانی آسیا ۱۹۷۰ آغاز شد و در بهمن همان سال با شرکت در جام باشگاه‌های فوتبال تهران ۱۳۴۹–۱۳۵۰ که تا سال بعد نیز ادامه داشت پایان یافت. تاج در این فصل در چهار جام رسمی و یک جام دوستانه شرکت کرد.
در این فصل تاج برای نخستین بار در رقابت‌های آسیایی حاضر شد. سومین دورهٔ رقابت‌های قهرمانی باشگاه‌های آسیا در بهار ۱۳۴۹ به میزبانی باشگاه تاج در تهران و در ورزشگاه امجدیه برگزار شد و نمایندهٔ ایران توانست با پیروزی بر هاپوئل تل‌آویو در دیدار فینال در نخستین تجربه آسیایی‌اش برای نخستین بار به مقام قهرمانی آسیا دست یابد. این عنوان نخستین عنوان قهرمانی بین‌المللی یک تیم ایرانی نیز بود. قهرمانی تاج در آسیا باعث شد که در آن شب تهران یک پارچه شور و نشاط شود و مردم از شوق تا صبح به جشن و پایکوبی پرداختند. این شور و شعف در میان مردم به حدی بود که فردای آن روز روزنامه‌ها نوشتند «تهران تا صبح نخوابید».
در تابستان ۱۳۴۹ تاج در جام حذفی باشگاه‌های تهران ۱۳۴۹ شرکت کرد و با وجود پیروزی‌ها فراوان تنها در آخرین بازی برابر تیم پاس مغلوب شد و از دست یابی به عنوان قهرمانی بازماند تا بدین ترتیب در این فصل جام حذفی تهران تبدیل به تنها عنوانی بشود که تاج در آن ناکام ماند.
در این فصل همچنین نخستین دورهٔ جام منطقه‌ای به عنوان اولین لیگ سراسری باشگاه‌های فوتبال ایران برگزار گردید و تاج تهران عنوان قهرمانی این مسابقات را در زمستان سال ۱۳۴۹ از آن خود کرد. این نخستین دوره مسابقات قهرمانی باشگاهی در ایران بود و اگرچه رسانه‌ها سعی در تحریف اولین قهرمان بدون باخت ایران دارند، تاج موفق شد با قهرمانی بدون شکست جام منطقه‌ای ۱۳۴۹ به عنوان دومین لیگ سراسری ایران نام خود را به عنوان نخستین تیم قهرمان بدون شکست ایران ثبت کند. تاج در راه کسب این قهرمانی رقبای اصلی خود، پرسپولیس و پاس را به ترتیب در دیدارهای نیمه‌نهایی و نهایی مغلوب کرد.
در این فصل همچین تیم تاج در بهمن سال ۱۳۴۹ در مسابقات قهرمانی باشگاه‌های تهران که به نوعی انتخابی لیگ منطقه ای سال ۱۳۵۰ نیز بود شرکت کرد؛ مسابقاتی که تا اوایل تابستان سال بعد ادامه داشت و تیم فوتبال تاج با کسب ۱۰ برد از ۱۴ بازی موفق به کسب سومین عنوان قهرمانی رسمی خود در آن فصل گردید.
در این فصل تاج علاوه بر شرکت در مسابقات رسمی چند دیدار دوستانه برابر تیم‌های اروپایی انجام داد. از جمله این دیدارها می‌توان به پیکار در برابر تیم‌های کلن از آلمان غربی، اولاریا اتلتیکو از برزیل، اف.ث. زوریخ از سوئیس و استوا بخارست از رومانی اشاره کرد. در آبان ۱۳۴۹ نیز تاج در جام میلز هند شرکت کرد و توانست برای دومین سال پیاپی این جام را فتح کند.

## پیش‌زمینه

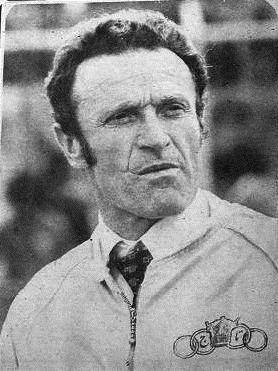
رایکوف

دوران طولانی مربی‌گری علی دانایی‌فرد در تیم اصلی باشگاه تاج در اسفند ۱۳۴۸ به پایان رسید و او جای خود را به زدراکو رایکوف داد. رایکوف پیش از آن به مدت دو سال سرمربی تیم‌های ملی فوتبال جوانان و بزرگ‌سالان ایران بود و به این دلیل شناخت خوبی از بازیکنان تاج داشت. بنا به اعلام نشریهٔ تاج ورزشی، ارگان رسمی سازمان ورزشی و فرهنگی تاج، او با حقوق ماهیانهٔ معادل ۶٬۵۰۰ تومان در ماه که در آن هنگام مبلغ بالایی به‌شمار می‌رفت به باشگاه تاج پیوست. شکل و نحوهٔ تمرینات رایکوف با آنچه پیش از آن در فوتبال ایران اجرا می‌شد، تفاوت داشت. توجه ویژه به تمرینات فیزیکی و بدن‌سازی، اجرای تمرینات مخصوص برای دفاع، توپ‌گیری، حفظ توپ و حمله، و تدوین برنامهٔ هفتگی تمرین متناسب با بازی بعدی از جملهٔ این نوآوری‌ها بود. رایکوف همچنین در کشف و پرورش استعدادهای جوان مهارت داشت و نسلی از بازیکنان جوان را به سطح اول فوتبال ایران معرفی کرد. با آمدن رایکوف سیستم بازی تاج نیز دست‌خوش دگرگونی شد. سیستم رایج فوتبال ایران در آن هنگام ۴−۲−۴ با دو هافبک و چهار مهاجم بود اما رایکوف سیستم‌های ۲−۴−۴ و ۳−۳−۴ را در تاج پایه‌ریزی نمود.
این دگرگونی‌ها هم‌زمان با شروع دوران تازه‌ای از حیات باشگاه تاج بود و با توجه به سیر پیشرفت و تکامل فوتبال در ایران و آسیا و راه‌اندازی لیگ سراسری فوتبال در ایران و رقابت‌های باشگاهی در آسیا تاج پس از ۲۴ سال حضور در مسابقات قهرمانی باشگاه‌های تهران و رقابت با باشگاه‌های تهرانی برای نخستین بار پای به میدان‌ها کشوری و آسیایی می‌گذاشت.

## نقل و انتقالات
فاصله بین اتمام فصل ۱۳۴۸ و آغاز فصل ۱۳۴۹ به دلیل حضور تیم تاج در رقابت‌های آسیایی بسیار کوتاه بود؛ جام باشگاه‌های تهران ۱۳۴۸ در ۱۵ اسفند ۱۳۴۸ به پایان رسید و تاج باید در ۱۲ فروردین ۱۳۴۹ نخستین بازی‌اش در مرحله گروهی مسابقات باشگاهی قهرمانی آسیا را برگزار می‌کرد. رایکوف در همین مدت کوتاه دست به تغییرات اساسی‌ای در تیمش زد: حسین قاضی‌شعار، اکبر افتخاری، داریوش مصطفوی، مصطفی شرکا، احمد منشی‌زاده و کیانی‌راد از ترکیب تیم کنار گذاشته شدند و بازیکنانی همچون مسعود مژدهی از پاس و مسعود معینی از بانک ملی به ترکیب تیم اضافه شدند. همچنین برای حضور در بازی‌های آسیایی نیز تیم چند بازیکن به صورت قرضی به خدمت گرفت: غلام وفاخواه از عقاب تهران، فریدون معینی از پیکان تهران و محمود خوردبین از پرسپولیس تهران.

## بازیکنان
| ش. | نام              | م.    | پست       | تاریخ تولد (سن) | شروع قرارداد | پایان قرارداد | از تیم        | یادداشت |
| -- | ---------------- | ----- | --------- | --------------- | ------------ | ------------- | ------------- | ------- |
|    | ناصر حجازی       | ایران | دروازه‌بان |                 | ۱۳۴۸         | ۱۳۵۴          | نادر          |         |
|    | فرامرز ظلی       | ایران | دروازه‌بان |                 | ۱۳۴۹         | ۱۳۵۱          | پاس           |         |
|    | فرهنگ بادکوبه    | ایران | دروازه‌بان |                 | ۱۳۴۹         | ۱۳۵۱          | افسر          |         |
|    | اکبر کارگرجم     | ایران | مدافع     |                 | ۱۳۴۹         | ۱۳۵۵          | راه‌آهن        |         |
|    | عزت جانملکی      | ایران | مدافع     |                 | ۱۳۴۷         | ۱۳۵۵          | کیان          |         |
|    | منصور پورحیدری   | ایران | مدافع     |                 | ۱۳۴۸         | ۱۳۵۴          | دارایی        |         |
|    | نصرالله عبداللهی | ایران | مدافع     |                 | ۱۳۴۸         | ۱۳۵۴          | راه‌آهن        | [ ۷ ]   |
|    | مهدی لواسانی     | ایران | مدافع     |                 | ۱۳۴۸         | ۱۳۵۲          |               | [ ۸ ]   |
|    | مسعود معینی      | ایران | مدافع     |                 | ۱۳۴۹         | ۱۳۵۲          | جوانان راه‌آهن |         |
|    | گودرز حبیبی      | ایران | مدافع     |                 | ۱۳۴۸         | ۱۳۵۰          | پیکان         |         |
|    | جواد قراب        | ایران | هافبک     |                 | ۱۳۴۹         | ۱۳۵۵          | برق           |         |
|    | کارو حقوردیان    | ایران | هافبک     |                 | ۱۳۴۷         | ۱۳۵۵          | شعاع          |         |
|    | جلال طالبی       | ایران | هافبک     |                 | ۱۳۴۷         | ۱۳۵۰          | دارایی        |         |
|    | علی جباری        | ایران | هافبک     |                 | ۱۳۴۴         | ۱۳۵۴          | راه‌آهن        |         |
|    | علی‌رضا حاج‌قاسم   | ایران | هافبک     |                 | ۱۳۴۹         | ۱۳۵۱          | پاس           |         |
|    | مهدی حاج‌محمد     | ایران | هافبک     |                 | ۱۳۴۷         | ۱۳۵۱          |               |         |
|    | پرویز قلیچ‌خانی   | ایران | هافبک     |                 | ۱۳۴۷         | ۱۳۴۹          | کیان          |         |
|    | احمد منشی‌زاده    | ایران | هافبک     |                 | ۱۳۴۴         | ۱۳۴۹          | تهران‌جوان     |         |
|    | مسعود مژدهی      | ایران | مهاجم     |                 | ۱۳۴۹         | ۱۳۵۷          | پاس           |         |
|    | غلام‌حسین مظلومی  | ایران | مهاجم     |                 | ۱۳۴۸         | ۱۳۵۴          | تاج آبادان    |         |
|    | امیرحسین طاهری   | ایران | مهاجم     |                 | ۱۳۴۹         | ۱۳۵۰          | افسر          |         |
|    | عباس مژدهی       | ایران | مهاجم     |                 | ۱۳۴۹         | ۱۳۵۲          | پاس           |         |
|    | حسین فرزامی      | ایران | مهاجم     |                 | ۱۳۴۲         | ۱۳۴۹          | دیهیم         |         |

## اعضای باشگاه
| مالک      | سازمان ورزشی و فرهنگی تاج |
| مدیر عامل | پرویز شیخان               |

| سرمربی | زدراکو رایکوف   |
| سرپرست | پرویز کوزه‌کنانی |

## مرور فصل

### قهرمانی باشگاه‌های آسیا

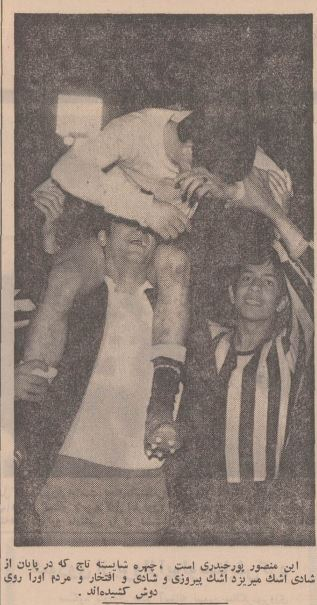
منصور پورحیدری دفاع راست تیم تاج در این فصل ۱۴ بازی برای تیمش انجام داد

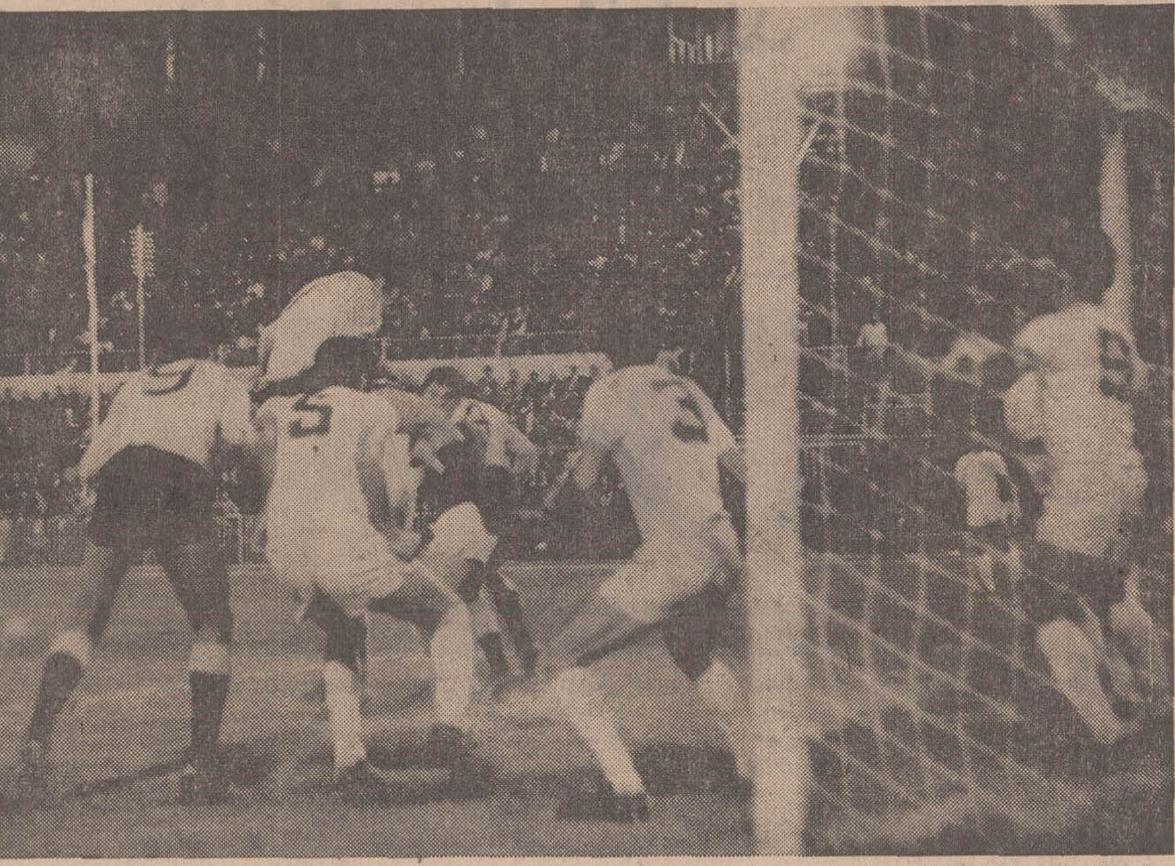
غلام وفاخواه یار کمکی تاج در جام باشگاه‌های آسیا توانست گل تساوی بخش را در بازی فینال به ثمر برساند

نخستین مسابقات این فصل مسابقات جام باشگاه‌های آسیا در فروردین ماه ۱۳۴۹ بود که به میزبانی ایران و در ورزشگاه امجدیه تهران برگزار شد. این نخستین حضور تاج در رقابت‌های قاره‌ای بود. تیم تاج با دو پیروزی ۳−۰ در برابر نمایندگان لبنان و مالزی به آسانی از گروه خود صعود کرد، در نیمه نهایی مدان اندونزی را از پیش رو برداشت و در بازی فینال به هاپوئل تل‌آویو قهرمان دورهٔ نخست مسابقات رسید. تیم‌های اسرائیلی در آن هنگام در قارهٔ آسیا بازی می‌کردند و تیم ملی فوتبال اسرائیل نیز در همان سال به عنوان تنها نمایندهٔ آسیا و اقیانوسیه به جام جهانی فوتبال ۱۹۷۰ مکزیک راه یافته بود. ۲۱ فروردین سال ۱۳۴۹ در ورزشگاه لبریز از تماشاگر امجدیه تهران نخستین فینال آسیایی تاج برگزار گردید. هاپوئل در این دیدار از حمایت پنج هزار نفر از اتباع اسرائیل که در ایران زندگی می‌کردند، برخوردار بود. این تیم در دقیقه ۶۹ بازی با گل ازکیل هازوم بازیکن ملی‌پوش خود از تاج پیش افتاد. بازی با همین گل رو به پایان بود اما غلام وفاخواه در دقیقه ۸۳ کار را به تساوی و وقت اضافه کشاند. در دقیقه ۹۲ پس از آن‌که سانتر منصور پورحیدری توسط خط دفاعی حریف برگشت داده شد، مسعود معینی مدافع پیش‌تاختهٔ تاج با یک شوت سرکش توپ را درون دروازهٔ هاپوئل جای داد تا حساب کار ۲−۱ به سود نمایندهٔ ایران شود. برتری فیروزه‌ای‌پوشان تا پایان مسابقه پا بر جا ماند و به این ترتیب تاج ایران به روند متوالی قهرمانی باشگاه‌های اسرائیل در آسیا پایان داد و جام را در خانه نگه داشت تا یکی از با ارزش‌ترین عنوان‌های قهرمانی این باشگاه به دست آید.
این بازی به عنوان یکی از دیدارهای حماسی در تاریخ باشگاه استقلال ثبت شده است. مردم تهران پس از پایان این دیدار تا صبح در خیابان‌های شهر به شادی و پای‌کوبی پرداختند. در پایان این بازی‌ها غلام‌حسین مظلومی نیز با ۵ گل زده عنوان آقای گل مسابقات را از آن خود کرد.

### قهرمانی باشگاه‌های تهران
جام باشگاه‌های تهران ۱۳۴۹–۱۳۵۰ دوره‌ای از مسابقات جام باشگاه‌های تهران بود که در بهمن ماه سال ۱۳۴۹ آغاز شد و در اواخر تیر ۱۳۵۰ به پایان رسید. این دوره از مسابقات با شرکت ۱۵ تیم در یک گروه انجام شد و در پایان تیم تاج به خاطر تفاضل گل بهتر موفق به کسب عنوان قهرمانی شد و تیم پرسپولیس در جایگاه دوم جدول ایستاد و تیم پاس که فقط یک امتیاز از دو تیم اول کسب کرده بود در مکان سوم جدول قرار گرفت.

### جام حذفی تهران
۳ ماه پس از پایان مسابقات قاره‌ای مرحله نخست مسابقات جام حذفی تهران ۱۳۴۹ با حضور ۱۶ تیم دسته یک باشگاه‌های تهران آغاز شد. در این مرحله بازی‌ها به صورت گروهی و در چهار گروه برگزار شد که با غیبت دو تیم پیکان و گارد دو گروه از بازی‌ها با حضور سه تیم به مسابقات ادامه دادند. تاج در این مرحله با تیم‌های نگهبان، البرز و دیهیم هم‌گروه بود هر سه بازی‌اش را برد تا به عنوان سرگروه به مرحله نهایی صعود کند. مرحله نهایی با حضور تیم‌های سرگروه گروه‌های چهارگانه، تاج، پاس، عقاب و برق از اول مرداد باز هم به صورت دوره‌ای برگزار شد. تاج هر دو بازی نخست‌اش را برد، پاس هم با دو پیروزی به دیدار سوم رسید. بدین ترتیب نتیجه دیدار تاج و پاس قهرمانی مشخص کننده قهرمان جام حذفی تهران نیز بود. تاج به دلیل تفاضل گل بهتر با یک تساوی نیز قهرمان می‌شد اما پاس برای قهرمانی به برد نیاز داشت و بازی در حالی که تا دقایق پایانی بدون گل در جریان بود در نهایت با پیروزی پاس و قهرمانی این تیم خاتمه یافت تا تیم تاج اولین شکست این فصل را متحمل شود.

### جام منطقه‌ای ایران
فصل ۱۳۴۹ صرف نظر از افتخارآفرینی در آسیا، به لحاظ رویدادهای کشوری نیز نقطهٔ عطفی در تاریخ باشگاه تاج و فوتبال ایران به‌شمار می‌آید. در این سال نخستین دورهٔ لیگ فوتبال باشگاهی ایران توسط فدراسیون مصطفی مکری راه‌اندازی گردید. مکری که در دوره پیشین ریاستش بر فدراسیون فوتبال تلاش ناموفقی برای برگزاری مسابقات سراسری فوتبال در ایران داشت سرانجام در ۱۳۴۹ و در دورهٔ دوم ریاست خود بر فدراسیون فوتبال کار نیمه‌تمام خود را به انجام رسانید و نخستین لیگ فوتبال باشگاهی ایران را با حضور تیم‌های مطرح باشگاهی آن زمان با نام «جام منطقه‌ای فوتبال ایران» برپا نمود. این مسابقات در مرداد سال ۱۳۴۹ آغاز گردید و تا زمستان همان سال ادامه یافت. مرحله مقدماتی بازی‌ها در ۴ منطقهٔ کرمان، رضائیه (ارومیه)، اصفهان و رشت برگزار شد و تیم‌های اول و دوم هر منطقه به دور دوم مسابقات راه یافتند. تاج در منطقهٔ دوم با تیم‌های کارگر آبادان، پاس همدان، و پرسپولیس رضائیه در یک گروه قرار داشت و در پایان بازی‌های به عنوان تیم اول این منطقه به مرحله نهایی راه یافت.
مراحل نهایی و حذفی بازی‌ها همگی در ورزشگاه امجدیه تهران و در دی ۱۳۴۹ برگزار شدند. تاج تهران با تیم‌های تاج آبادان، کارگر آبادان و آریا مشهد در گروه دوم بازی‌ها به رقابت پرداخت. تاج از سد آریا مشهد عبور کرد و در برابر تاج آبادان و کارگر آبادان به تساوی دست یافت. آبی‌پوشان پایتخت با تفاضل گل بهتر به عنوان تیم اول گروه خود به دور پایانی بازی‌ها راه یافتند و در دیدار نیمه نهایی برابر پرسپولیس، تیم دوم گروه دیگر، قرار گرفتند. پرسپولیس در این سال بار دیگر بازیکنان شاهین را در ترکیب خود داشت و تیمی پُرمهره بود. دیدار نیمه‌نهایی مسابقات قرار بود در روز جمعه ۲۵ دی ۱۳۴۹ برگزار شود که این بازی به دلیل بارش برف سنگین در تهران دو روز به تعویق افتاد و در روز یکشنبه در زمینی لغزنده و هوایی سرد برگزار شد. تاج در دقیقهٔ دوم این دیدار با پذیرش یک گل زودهنگام از حریف عقب افتاد. بازی تا دقیقهٔ ۷۶ با همین نتیجه ادامه داشت تا این‌که ارسال علی جباری را عباس مژدهی با یک ضربهٔ سر چکشی وارد دروازهٔ حریف کرد. چند دقیقه پس از این گل بازی به جنجال کشیده شد. ابتدا مهدی لواسانی از تاج و همایون بهزادی از پرسپولیس در پی درگیری شدید با کارت قرمز مستقیم داور روبه‌رو شدند. پس از آن در صحنه‌ای دیگر در جلوی دروازهٔ تاج اعتراض شدید حسین کلانی و سپس محراب شاهرخی به داور مسابقه کارت‌های قرمز دوم و سوم را برای سپیدپوشان پرسپولیس در پی داشت. پس از آن بازیکنان پرسپولیس به نشانهٔ اعتراض به داور زمین بازی را ترک کردند. عزیز اصلی در این بازی نیز در متن درگیری‌ها قرار داشت. فدراسیون فوتبال پس از این ماجراها با صدور حکمی تیم تاج را ۳−۰ برنده معرفی کرد. حسین کلانی و محراب شاهرخی برای یک فصل از حضور در مسابقات ورزشی محروم شدند و برای جعفر کاشانی نیز توبیخ کتبی در نظر گرفته شد. مهدی لواسانی و همایون بهزادی نیز سه بازی از همراهی تیم خود محروم شدند. این دو بازیکن چند روز بعد در دفتر نشریهٔ دنیای ورزش آشتی کردند.
تاج در فینال بازی‌ها رودرروی پاس تهران قرار گرفت. غلام‌حسین مظلومی در نیمهٔ نخست تاج را جلو انداخت اما حریف با گل اصغر شرفی بازی را برابر کرد. در دقیقهٔ ۳۳ مسابقه اکبر کارگرجم گل دوم را وارد دروازهٔ پاس نمود که تا پایان بازی پاسخی را در پی نداشت. به این ترتیب تاج جام قهرمانی دومین لیگ سراسری باشگاهی تاریخ فوتبال ایران را تصاحب نمود.

### بازی‌های دوستانه
در فاصله بین برگزاری مسابقات این فصل تاج در چند دیدار دوستانه به مصاف حریفان داخلی و خارجی رفت. از مهم‌ترین این بازی‌ها دیدار با تیم هامبورگ آلمان بود که با پیروزی ۱−۰ تاج همراه بود. در آن سال‌ها تیم‌های خارجی به دعوت باشگاه‌های ایرانی به تهران می‌آمدند و با تیم‌های ایرانی از جمله تاج بازی می‌کردند. این بازی‌ها علاوه بر درآمدزایی برای باشگاه‌ها باعث می‌شد تا بازیکنان ایرانی با سبک بازی تیم‌های خارجی نیز آشنا شوند. از دیگر دیدارهای دوستانه این فصل بازی با تیم پرسپولیس بود که در ۳ مهر برگزار شد و در حالی که تاج تا دقیقه ۷ با ۲ گل از حریف عقب بود توانست در مدت ۱۶ دقیقه ۳ گل بزند و بازی ۲ بر ۰ باخته را ۳ بر ۲ به سود خود به پایان برساند.
در آبان ۱۳۴۹ و در فاصله برگزاری مراحل مقدماتی و نهایی جام منطقه‌ای ایران تاج برای دومین بار در جام میلز هند شرکت کرد و توانست با ۲ پیروزی در مرحله گروهی و ۲ پیروزی در مراحل حذفی عنوان قهرمانی این جام را برای دومین سال پیاپی از آن خود کند.

### تیم فوتبال زنان تاج
در ایران برای اولین بار باشگاه تاج اقدام به تشکیل تیم فوتبال از دختران نمود که ابتدا زیر نظر گودرز حبیبی و منصور پورحیدری تمرینات خود را آغاز کردند و سپس زیر نظر پرویز ابوطالب به تمرینات خود ادامه دادند. اعضاء تیم دختران فوتبال تاج: فروغ حاجی هاشمی، سوسن انصاری، شهناز بهرامی، سوسن انصاری، نسرین ناصر قصری، شعله قراب، فتانه فریدونی، مینا بیضایی، شهناز تقی‌خانی، حمیده محمدی، آلاله علافر، آذر جهانگیری، مهگل سیار، مربی: پرویز ابوطالب در روز جمعه ۲ بهمن ماه ۱۳۴۹ برای نخستین بار در ایران دو تیم فوتبال بانوان تاج و دیهیم به‌طور آزمایشی در یک زمان ۶۰ دقیقه‌ای برابر هم بازی کردند که به تساوی یک بر یک رضایت دادند.

### دیگر ورزش‌ها
- در مسابقات دوچرخه سواری قهرمانی باشگاه‌های تهران تیم دوچرخه سواری باشگاه تاج پس از تیم عقاب در جای دوم قرار گرفت و تیم پاس در مکان سوم قرار گرفت.
- در مسابقات بسکتبال باشگاه‌های تهران تیم بسکتبال تاج به مقام هفتم دست یافت. تیم‌های دانشگاه، پیکان، واحد، عقاب، آرارات و دخانیات به ترتیب اول تا ششم شدند.
- در مسابقات بسکتبال بانوان باشگاه‌های تهران، تیم تاج به مقام پنجم دست یافت. تیم بانوان انجمن برای هشتمین سال پیاپی به مقام قهرمانی رسید. تیم‌های پاس، آرارات و دخانیات به ترتیب دوم تا چهارم شدند.
- در مسابقات والیبال باشگاه‌های تهران تیم والیبال تاج به مقام ششم دست بافت تیم‌های پاس، دخانیات و عقاب در رده‌های اول تا سوم قرار گرفتند.
- در مسابقات تنیس قهرمانی باشگاه‌های تهران تیم تنیس تاج با ۱۰ امتیاز به مقام قهرمانی باشگاه‌های تهران رسید. تیمهای عقاب و دیهیم دوم و سوم شدند. اعضاء تیم تاج حسین اکبری و تقی اکبری بودند.

## رقابت‌ها

### قهرمانی باشگاه‌های آسیا
مرحله گروهی
| ۱۲ فروردین ۱۳۴۹ ۱ | تاج تهران                                  | ۳ – ۰ | هومنتمن بیروت | تهران           |
|                   | غ. مظلومی ۵۵' · وفاخواه ۵۹' · ف. معینی ۶۹' |       |               | ورزشگاه: امجدیه |

| ۱۶ فروردین ۱۳۴۹ ۲ | تاج تهران              | ۳ – ۰ | سلانگور | تهران           |
|                   | غ. مظلومی ۷'، ۱۶'، ۵۳' |       |         | ورزشگاه: امجدیه |

| رده | تیم           | بازی              | برد               | مساوی             | باخت              | گل‌زده             | گل‌خورده           | تفاضل             | امتیاز            |
| --- | ------------- | ----------------- | ----------------- | ----------------- | ----------------- | ----------------- | ----------------- | ----------------- | ----------------- |
| ۱   | تاج تهران     | ۲                 | ۲                 | ۰                 | ۰                 | ۶                 | ۰                 | ۶+                | ۴                 |
| ۲   | هومنتمن بیروت | ۲                 | ۱                 | ۰                 | ۱                 | ۴                 | ۵                 | ۱-                | ۲                 |
| ۳   | سلانگور       | ۲                 | ۰                 | ۰                 | ۲                 | ۲                 | ۷                 | ۵-                | ۰                 |
| ۴   | سوندرز کلمبو  | انصراف از مسابقات | انصراف از مسابقات | انصراف از مسابقات | انصراف از مسابقات | انصراف از مسابقات | انصراف از مسابقات | انصراف از مسابقات | انصراف از مسابقات |

مرحله نهایی
| ۱۹ فروردین ۱۳۴۹ نیمه‌نهایی | تاج تهران                | ۲ – ۰ | مدان | تهران           |
|                           | قراب ۴۷' · غ. مظلومی ۶۴' |       |      | ورزشگاه: امجدیه |

| ۲۱ فروردین ۱۳۴۹ فینال | تاج تهران                  | ۲ – ۱ (وقت اضافه) | هاپوئل تل‌آویو | تهران           |
|                       | وفاخواه ۸۳' · م. معینی ۹۲' |                   | هازوم ۶۹'     | ورزشگاه: امجدیه |

### جام حذفی باشگاه‌های تهران
مرحله نخست
| ۱۱ تیر ۱۳۴۹ ۱ | تاج تهران                           | ۳ – ۰ | نگهبان تهران | تهران                                        |
|               | قراب ۲۷' · حاج‌محمد ۶۵' · مظلومی ۸۷' |       |              | ورزشگاه: امجدیه داور: ابوالقاسم حاج ابوالحسن |

| ۱۹ تیر ۱۳۴۹ ۲ | تاج تهران  | ۱ – ۰ | دیهیم تهران | تهران                              |
|               | مظلومی ۸۱' |       |             | ورزشگاه: امجدیه داور: ارشد برازنده |

مرحله نهایی
| ۱ مرداد ۱۳۴۹ | تاج تهران                | ۲ – ۱ | عقاب تهران   | تهران                             |
|              | حاج‌قاسم ۴۷' · مظلومی ۸۵' |       | اسماعیلی ۸۵' | ورزشگاه: امجدیه داور: داوود نصیری |

| ۹ مرداد ۱۳۴۹ | تاج تهران                                  | ۶ – ۰ | برق تهران | تهران                              |
|              | جباری ۳۲'، ۵۱'، ۶۵'، ۷۴'، ۸۹' · مظلومی ۸۰' |       |           | ورزشگاه: امجدیه داور: ارشد برازنده |

| ۱۶ مرداد ۱۳۴۹ | تاج تهران  | ۱ – ۳ | پاس تهران                                  | تهران                             |
|               | مظلومی ۸۵' |       | حلوایی ۶۵' · یاوری ۷۱' (پنالتی) · شرفی ۹۰' | ورزشگاه: امجدیه داور: جعفر نامدار |

| رده | باشگاه | بازی | برد | مساوی | شکست | زده | خورده | تفاضل | امتیاز |
| --- | ------ | ---- | --- | ----- | ---- | --- | ----- | ----- | ------ |
| ۱   | پاس    | ۳    | ۳   | ۰     | ۰    | ۶   | ۲     | ۴+    | ۶      |
| ۲   | تاج    | ۳    | ۲   | ۰     | ۱    | ۹   | ۴     | ۵+    | ۴      |
| ۳   | برق    | ۳    | ۱   | ۰     | ۲    | ۲   | ۸     | ۶-    | ۲      |
| ۴   | عقاب   | ۳    | ۰   | ۰     | ۳    | ۱   | ۴     | ۳-    | ۰      |

### جام منطقه‌ای ایران
مرحله مقدماتی
| ۲۸ مرداد ۱۳۴۹ ۱ | تاج تهران      | ۲ – ۰ | پاس همدان | ارومیه                                 |
|                 | جباری ۱۴'، ۴۷' |       |           | ورزشگاه: استادیوم رضا پهلوی داور: میری |

| ۳۰ مرداد ۱۳۴۹ ۲ | تاج تهران                | ۲ – ۱ | کارگر آبادان       | ارومیه                                                  |
|                 | منشی‌زاده ۲۸' · جباری ۴۴' | گزارش | عبدالله شمسایی ۳۴' | ورزشگاه: استادیوم رضا پهلوی داور: ابوالقاسم حاج‌ابوالحسن |

| ۱ شهریور ۱۳۴۹ ۳ | تاج تهران    | ۱ – ۰ | پرسپولیس رضائیه | ارومیه                                                  |
|                 | حق‌وردیان ۸۷' |       |                 | ورزشگاه: استادیوم رضا پهلوی داور: ابوالقاسم حاج‌ابوالحسن |

مرحله گروهی
| ۱۹ دی ۱۳۴۹ ۱ | تاج تهران                                              | ۶ – ۱ | آریای مشهد | تهران                                                                |
|              | جباری ۳۰'، ۳۷' · حق‌وردیان ۵۳'، ۹۰' · ع. مژدهی ۶۴'، ۷۷' |       | تجلی ۵۷'   | ورزشگاه: امجدیه تماشاگران: بیش از ۱۰٬۰۰۰ داور: ابوالقاسم حاج‌ابوالحسن |

| ۲۱ دی ۱۳۴۹ ۲ | تاج تهران | ۱ – ۱ | کارگر آبادان | تهران                                                       |
|              | جباری ۵'  |       | خواجه‌ای ۸۴'  | ورزشگاه: امجدیه تماشاگران: بیش از ۱۰٬۰۰۰ داور: ارشد برازنده |

| ۲۳ دی ۱۳۴۹ ۳ | تاج تهران | ۰ – ۰ | تاج آبادان | تهران                                                  |
|              |           |       |            | ورزشگاه: امجدیه تماشاگران: ۱۰٬۰۰۰ داور: عبدالرضا موزون |

| رده | باشگاه       | بازی | برد | مساوی | شکست | زده | خورده | تفاضل | امتیاز |
| --- | ------------ | ---- | --- | ----- | ---- | --- | ----- | ----- | ------ |
| ۱   | تاج تهران    | ۳    | ۱   | ۲     | ۰    | ۷   | ۲     | ۵+    | ۴      |
| ۲   | تاج آبادان   | ۳    | ۱   | ۲     | ۰    | ۴   | ۲     | ۲+    | ۴      |
| ۳   | کارگر آبادان | ۳    | ۱   | ۲     | ۰    | ۵   | ۴     | ۱+    | ۴      |
| ۴   | آریای مشهد   | ۳    | ۰   | ۰     | ۳    | ۲   | ۱۰    | ۸-    | ۰      |

مرحله نهایی
| ۲۷ دی ۱۳۴۹ نیمه‌نهایی (دربی ۷) | تاج تهران                  | ۱ (۳) – (۰) ۱ | پرسپولیس تهران        | تهران                                                       |
| | ع. مژدهی ۷۶' · لواسانی '۷۸ |               | کلانی ۲' · بهزادی '۷۸ | ورزشگاه: امجدیه تماشاگران: بیش از ۲۰٬۰۰۰ داور: ارشد برازنده |
| یادداشت: هفتمین شهرآورد تهران. چند دقیقه پس از ثبت گل تساوی تاج بازی به درگیری کشیده شد. بازیکنان پرسپولیس زمین بازی را ترک کردند و نتیجهٔ مسابقه با رای فدراسیون فوتبال ۳–۰ به سود تاج اعلام شد. |                            |               |                       |                                                             |

| ۲ بهمن ۱۳۴۹ فینال | تاج تهران                  | ۲ – ۱ | پاس تهران | تهران                                                                  |
|                   | غ. مظلومی ۳' · کارگرجم ۲۴' |       | شرفی ۹'   | ورزشگاه: امجدیه تماشاگران: نزدیک به ۱۵٬۰۰۰ داور: ابوالقاسم حاج‌ابوالحسن |

منبع: وبگاه جام تخت جمشید.

### جام میلز
منبع
| ۱۵ آبان ۱۳۴۹ ۱ | تاج تهران                        | ۳ – ۰ | پلیس پنجاب | دهلی‌نو، هند                |
|                | مژدهی ۳۵' · جباری ۴۲' · قراب ۸۲' |       |            | ورزشگاه: استادیوم دهلی گیت |

| ۱۹ آبان ۱۳۴۹ ۲ | تاج تهران           | ۲ – ۰ | جولاندر B.S.A | دهلی‌نو، هند                           |
|                | قراب ۷' · مژدهی ۴۲' |       |               | ورزشگاه: استادیوم دهلی گیت داور: تنال |

| ۲۲ آبان ۱۳۴۹ نیمه‌نهایی | تاج تهران                             | ۴ – ۰ | نیروی هوایی هند | دهلی‌نو، هند                                 |
|                        | جباری ۳۰'، ۸۹' · مژدهی ۵۲' · قراب ۷۸' |       |                 | ورزشگاه: استادیوم دهلی گیت داور: اکرام الحق |

| ۲۴ آبان ۱۳۴۹ فینال | تاج تهران                    | ۳ – ۱ | پلیس حیدرآباد هند | دهلی‌نو، هند                                |
|                    | قراب ۷۵' · قلیچ‌خانی ۸۲'، ۸۵' |       | ؟ ۵۰'             | ورزشگاه: استادیوم دهلی گیت داور: باتاجارچی |

### بازی دوستانه
منبع
| ۱ تیر ۱۳۴۹ ۳ | تاج تهران | ۰ – ۱ | اف. ث زوریخ       | تهران                                       |
|              |           |       | فریتس کونتزلی ۲۶' | ورزشگاه: امجدیه داور: ابوالقاسم حاج‌ابوالحسن |

| ۳ مهر ۱۳۴۹ ۴ (دربی ۶) | تاج تهران                           | ۳ – ۲ | پرسپولیس تهران       | تهران                                |
|                       | قراب ۷۳' · حق‌وردیان ۸۸' · مژدهی ۸۹' | گزارش | پروین ۷' · کلانی ۲۳' | ورزشگاه: امجدیه داور: ارتو طغرل دیلک |

| ۳۰ بهمن ۱۳۴۹ ۵ | تاج تهران | ۰ – ۱ | استوا بخارست | تهران                                |
|                |           |       | تاتارو ۴۱'   | ورزشگاه: امجدیه داور: عبدالرضا موزون |

## آمار

### عملکرد کلی
| رقابت               | اولین بازی      | آخرین بازی      | شروع دور      | جایگاه نهایی | آمار | آمار | آمار | آمار | آمار | آمار | آمار | آمار  |
| رقابت               | اولین بازی      | آخرین بازی      | شروع دور      | جایگاه نهایی | بازی | ب    | ت    | ش    | گ‌ز   | گ‌خ   | ت‌گ   | % برد |
| ------------------- | --------------- | --------------- | ------------- | ------------ | ---- | ---- | ---- | ---- | ---- | ---- | ---- | ----- |
| قهرمانی آسیا ۱۹۷۰   | ۱۲ فروردین ۱۳۴۹ | ۲۱ فروردین ۱۳۴۹ | مرحله گروهی   | قهرمان       | ۴    | ۴    | ۰    | ۰    | ۱۰   | ۱    | —    | ۱۰۰   |
| جام حذفی تهران ۱۳۴۹ | ۱۱ تیر ۱۳۴۹     | ۱۶ مرداد ۱۳۴۹   | مرحله نخست    | نایب‌قهرمان   | ۵    | ۴    | ۰    | ۱    | ۱۳   | ۴    | —    | ۰۸۰   |
| جام منطقه‌ای ۱۳۴۹    | ۲۸ مرداد ۱۳۴۹   | ۲ بهمن ۱۳۴۹     | مرحله مقدماتی | قهرمان       | ۸    | ۶    | ۲    | ۰    | ۱۴   | ۴    | —    | ۰۷۵   |
| مجموع               | مجموع           | مجموع           | مجموع         | مجموع        | ۰    | ۰    | ۰    | ۰    | ۰    | ۰    | ۰+   | —     |

منبع: رقابت‌ها

### حضور بازیکنان
در مجموع و در طول فصل ۳۴ بازیکن برای تاج به میدان رفتند که علی جباری با ۱۸ حضور بیشترین بازی را به نام خود ثبت کرد. ۴ بازیکن نیز به عنوان یار کمکی به ترکیب تاج پیوستند تا این تیم را در رقابت‌های آسیایی همراهی کنند که از این میان یکی از آن‌ها، رضا قفلساز، شانس حضور در میدان را پیدا نکرد.
راهنما
- نشان‌گر بازیکنانی است که به عنوان یار کمکی و تنها در مسابقات باشگاهی قهرمانی آسیا به میدان رفتند.

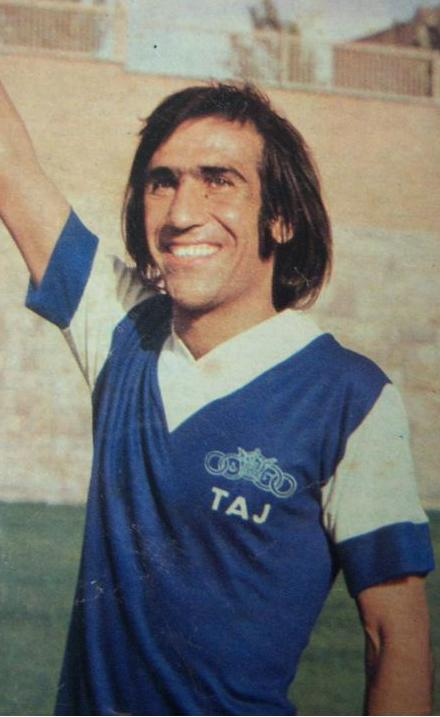
علی جباری با ۱۸ بازی رکورددار بازی در این فصل برای تیم تاج بود

| #  | بازیکن           | مسابقات      | مسابقات    | مسابقات           | مجموع |
| #  | بازیکن           | قهرمانی آسیا | حذفی تهران | لیگ منطقه‌ای ایران | مجموع |
| -- | ---------------- | ------------ | ---------- | ----------------- | ----- |
| ۱  | علی جباری        | ۴            | ۶          | ۸                 | ۱۸    |
| ۲  | اکبر کارگرجم     | ۴            | ۵          | ۸                 | ۱۷    |
| ۲  | کارو حق‌وردیان    | ۴            | ۵          | ۸                 | ۱۷    |
| ۴  | مهدی حاج‌محمد     | ۳            | ۵          | ۷                 | ۱۵    |
| ۵  | جواد قراب        | ۲            | ۵          | ۷                 | ۱۴    |
| ۵  | غلامحسین مظلومی  | ۴            | ۵          | ۵                 | ۱۴    |
| ۵  | منصور پورحیدری   | ۴            | ۶          | ۴                 | ۱۴    |
| ۸  | مسعود معینی      | ۴            | ۳          | ۶                 | ۱۳    |
| ۹  | فرهنگ بادکوبه    | ۰            | ۳          | ۶                 | ۹     |
| ۹  | مهدی لواسانی     | ۴            | ۱          | ۴                 | ۹     |
| ۹  | علیرضا حاج‌قاسم   | ۱            | ۵          | ۳                 | ۹     |
| ۱۲ | گودرز حبیبی      | ۰            | ۳          | ۵                 | ۸     |
| ۱۲ | عزت جانملکی      | ۰            | ۵          | ۳                 | ۸     |
| ۱۲ | نصرالله عبداللهی | ۰            | ۵          | ۳                 | ۸     |
| ۱۵ | ناصر حجازی       | ۴            | ۳          | ۰                 | ۷     |
| ۱۶ | پرویز قلیچ‌خانی   | ۰            | ۰          | ۵                 | ۵     |
| ۱۷ | جلال طالبی       | ۰            | ۰          | ۴                 | ۴     |
| ۱۷ | عباس مژدهی       | ۰            | ۰          | ۴                 | ۴     |
| ۱۷ | غلام وفاخواه     | ۴            | ۰          | ۰                 | ۴     |
| ۱۷ | فریدون معینی     | ۴            | ۰          | ۰                 | ۴     |
| ۲۱ | فرامرز ظلی       | ۰            | ۰          | ۳                 | ۳     |
| ۲۱ | احمد منشی‌زاده    | ۰            | ۰          | ۳                 | ۳     |
| ۲۳ | غلامحسین فرزامی  | ۰            | ۰          | ۲                 | ۲     |
| ۲۳ | امیرحسین طاهری   | ۰            | ۰          | ۲                 | ۲     |
| ۲۳ | محمود خردبین     | ۲            | ۰          | ۰                 | ۲     |
| ۲۶ | مسعود مژدهی      | ۰            | ۰          | ۱                 | ۱     |
| ۲۶ | اکبر افتخاری     | ۰            | ۱          | ۰                 | ۱     |
| ۲۶ | احمد رحیمی       | ۰            | ۱          | ۰                 | ۱     |
| ۲۶ | مهدی کشاورز      | ۰            | ۱          | ۰                 | ۱     |
| ۲۶ | مرتضی شرکا       | ۰            | ۱          | ۰                 | ۱     |
| ۲۶ | کامبیز جمالی     | ۰            | ۱          | ۰                 | ۱     |
| ۲۶ | داریوش مصطفوی    | ۰            | ۱          | ۰                 | ۱     |
| ۲۶ | پرویز قلیچ‌خانی   | ۰            | ۱          | ۰                 | ۱     |
| ۳۴ | رضا قفلساز       | ۰            | ۰          | ۰                 | ۰     |

### گلزن‌ها
۱۴ بازیکن در این فصل موفق به گل‌زنی برای تاج شدند. غلامحسنی مظلومی و علی جباری با ۱۱ گل زده در صدر جدول گلزنان این فصل تاج جای گرفتند. جباری در حالی در صدر جدول گلزنان قرار گرفت که پست بازی‌اش هافبک بود و پشت سر مهاجمان تیم بازی می‌کرد. مظلومی نیز تنها بازیکنی بود که در هر ۳ جام این فصل برای تاج گلزنی کرد.
راهنما
- نشان‌گر بازیکنانی است که به عنوان یار کمکی و تنها در مسابقات باشگاهی قهرمانی آسیا به میدان رفتند.

غلامحسین مظلومی با ۱۱ گل زده در کنار علی جباری بهترین گلزنان این فصل تاج بودند

| # | بازیکن          | مسابقات      | مسابقات    | مسابقات           | مجموع |
| # | بازیکن          | قهرمانی آسیا | حذفی تهران | لیگ منطقه‌ای ایران | مجموع |
| - | --------------- | ------------ | ---------- | ----------------- | ----- |
| ۱ | غلامحسین مظلومی | ۵            | ۵          | ۱                 | ۱۱    |
| ۱ | علی جباری       | ۰            | ۵          | ۶                 | ۱۱    |
| ۳ | کارو حق‌وردیان   | ۰            | ۰          | ۳                 | ۳     |
| ۴ | جواد قراب       | ۱            | ۱          | ۰                 | ۲     |
| ۴ | غلام وفاخواه    | ۲            | ۰          | ۰                 | ۲     |
| ۴ | اکبر افتخاری    | ۰            | ۲          | ۰                 | ۲     |
| ۴ | عباس مژدهی      | ۰            | ۰          | ۲                 | ۲     |
| ۸ | فریدون معینی    | ۱            | ۰          | ۰                 | ۱     |
| ۸ | مسعود معینی     | ۱            | ۰          | ۰                 | ۱     |
| ۸ | مهدی حاج‌محمد    | ۰            | ۱          | ۰                 | ۱     |
| ۸ | علیرضا حاج‌قاسم  | ۰            | ۱          | ۰                 | ۱     |
| ۸ | مرتضی شرکا      | ۰            | ۱          | ۰                 | ۱     |
| ۸ | اکبر کارگرجم    | ۰            | ۰          | ۱                 | ۱     |
| ۸ | احمد منشی‌زاده   | ۰            | ۰          | ۱                 | ۱     |

### کاپیتان‌ها
در جدول زیر کاپیتان‌های اصلی تاج در طول این فصل و تعداد حضورشان ثبت شده است.
| # | بازیکن         | مسابقات      | مسابقات    | مسابقات           | مجموع |
| # | بازیکن         | قهرمانی آسیا | حذفی تهران | لیگ منطقه‌ای ایران | مجموع |
| - | -------------- | ------------ | ---------- | ----------------- | ----- |
| ۱ | علی جباری      | ۴            | ۵          | ۳                 | ۱۲    |
| ۲ | پرویز قلیج‌خانی | ۰            | ۱          | ۵                 | ۶     |

## پس‌زمینه

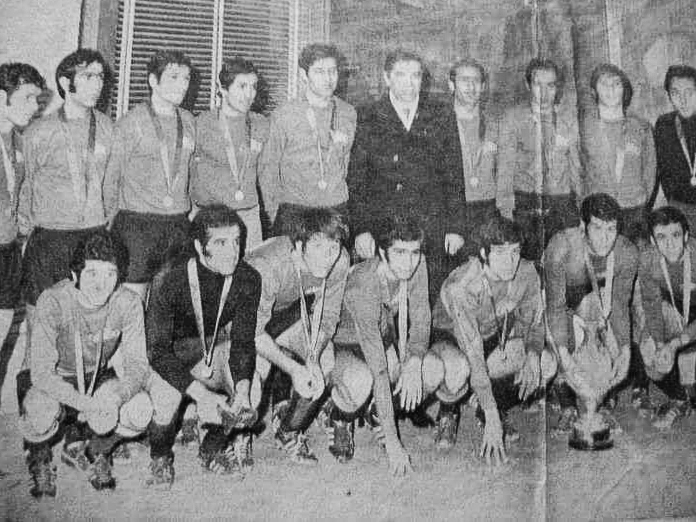
یاران تاج با کاپ قهرمانی جام منطقه‌ای ایران ۱۳۴۹

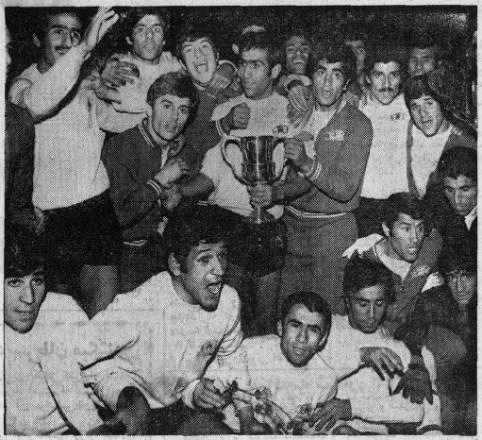
قهرمانی تاج در مسابقات باشگاهی قهرمانی آسیا ۱۹۷۰

با اتمام این فصل یکی از فصل‌های تاریخ‌ساز باشگاه تاج نیز به پایان رسید؛ در این فصل تاج برای نخستین بار یک مربی خارجی را به خدمت گرفت. انتخاب رایکوف انتخاب خوبی نشان داد: رایکوف بسیار بیشتر و بهتر از مربیان ایرانی با علم روز فوتبال آشنا بود و توانست با تغییراتی که در ترکیب تاج ایجاد کرد بازی تاج را متحول کند و قهرمانی‌های کشوری و بین‌المللی را بری تیمش به ارمغان بیاورد. علاوه بر این‌ها رایکوف توجه ویژه‌ای به بازیکنان جوان داشت و جوانانی همچون حجازی، پورحیدری، قراب، عبداللهی و مظلومی در ترکیب تیم جا افتادند و جوانانی دیگر همچون مسعود مژدهی به ترکیب تاج پیوستند و تا سال‌های میانی دهه ۱۳۵۰ برای این تیم بازی کردند.
قهرمانی در آسیا در نخستین حضور و پیروزی در تمام مسابقات آسیای نیز از نتایج مهم این فصل بود. همچنین قهرمانی در نخستین لیگ باشگاهی تاریخ فوتبال ایران باعث شد این دومین فصل در طی تاریخ این باشگاه شود که با یک قهرمانی دوگانه، لیگ ایران و جام باشگاه‌های آسیا، به پایان رسید. پیش از این تاج یک بار در فصل ۳۸–۱۳۳۷ توانسته بود به‌طور همزمان جام باشگاه‌ها و جام حذفی تهران را از آن خود کند.
تأسیس تیم زنان از دیگر اقدامات این فصل بود، پروژه‌ای که با موفقیت پیش نرفت چرا که فوتبال ایران هنوز آماده حضور زنان در میدان نبود و سایر تیم‌های زنان باشگاه‌های دیگر نیز به سرعت منحل شدند.

## نگارخانه

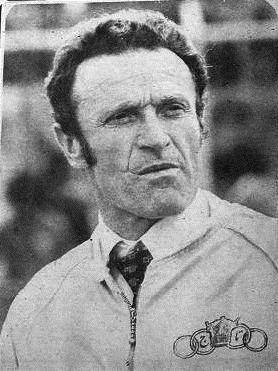
رایکوف سرمربی باشگاه تاج
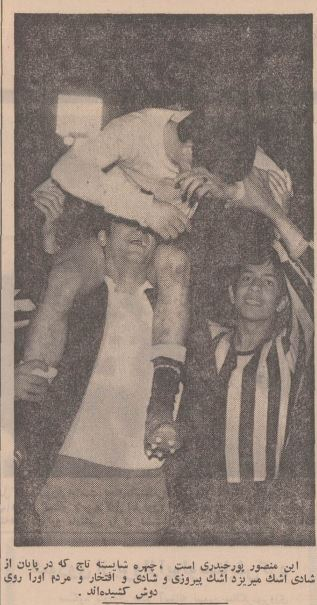
منصور پورحیدری دفاع راست تیم تاج در این فصل ۱۴ بازی برای تیمش انجام داد
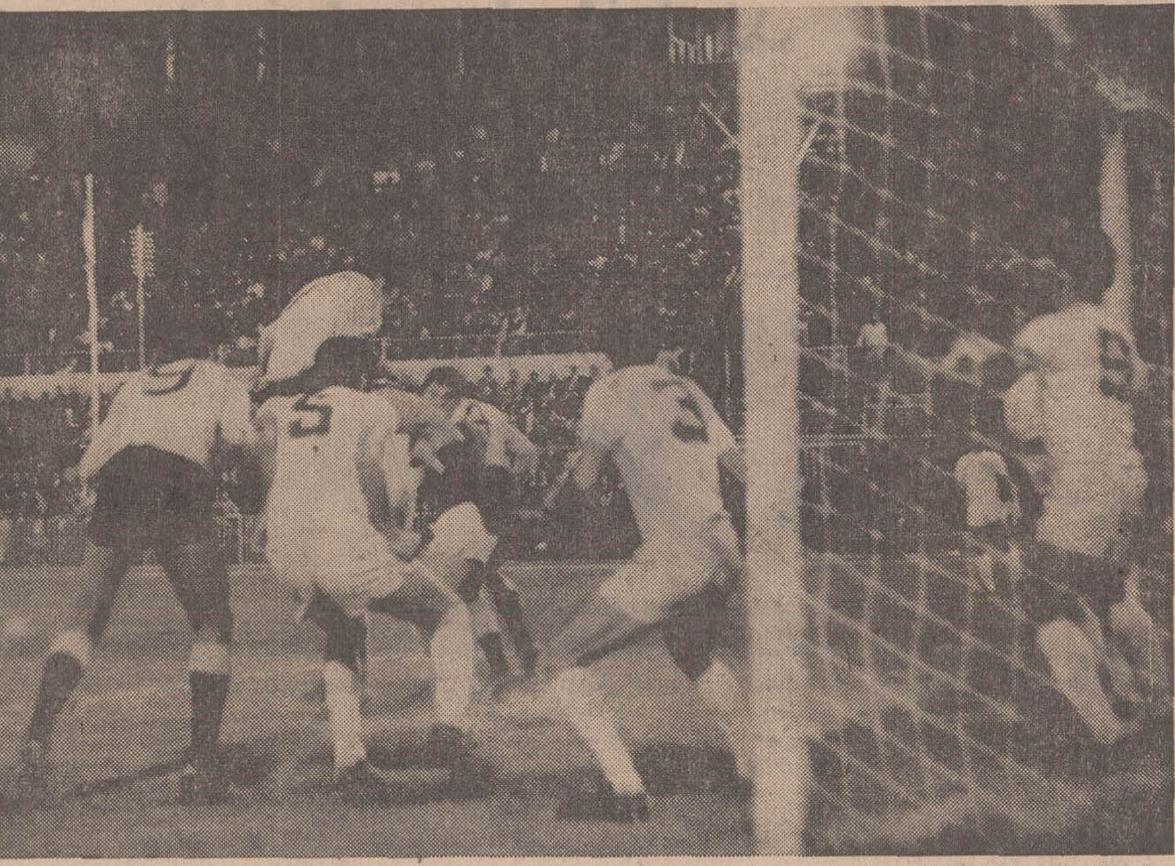
غلام وفاخواه یار کمکی تاج در جام باشگاه‌های آسیا توانست گل تساوی بخش را در بازی فینال به ثمر برساند
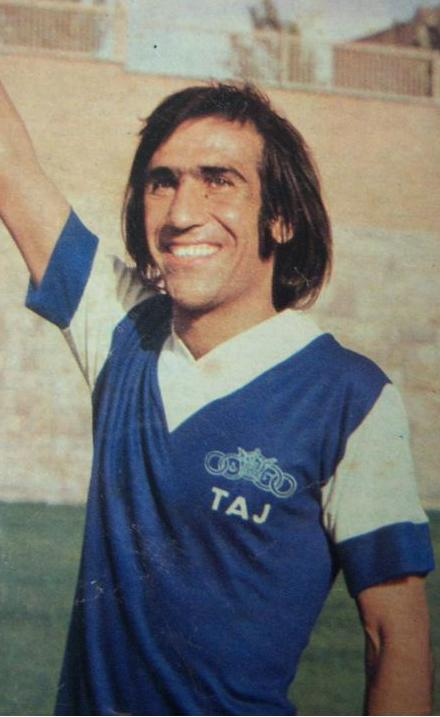
علی جباری با ۱۸ بازی رکورددار بازی در این فصل برای تیم تاج بود
غلامحسین مظلومی با ۱۱ گل زده در کنار علی جباری بهترین گلزنان این فصل تاج بودند
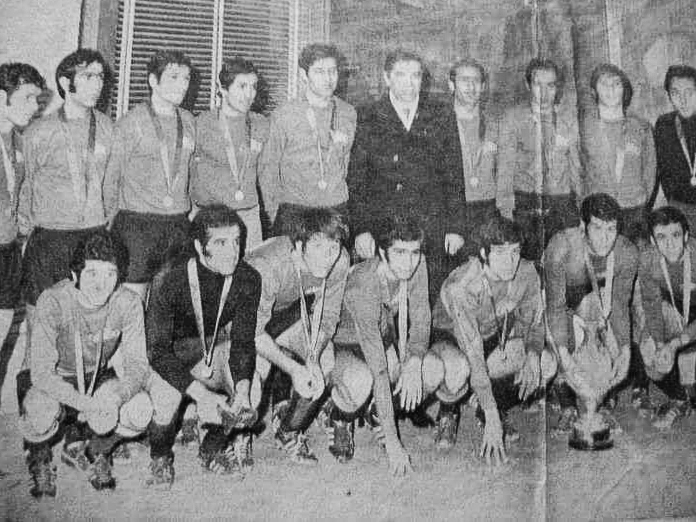
یاران تاج با کاپ قهرمانی جام منطقه‌ای ایران ۱۳۴۹
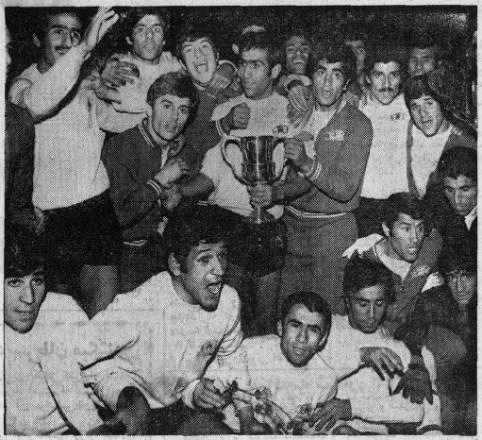
قهرمانی تاج در مسابقات باشگاهی قهرمانی آسیا ۱۹۷۰
باشگاه تاج در زمستان ۱۳۴۹